# Verso Books
Verso Books (anteriormente New Left Books) es una editorial de izquierda con sedes en Londres y Nueva York, fundada en 1970 por empleados de New Left Review.

## Cambio de nombre y nuevo logotipo
Verso Books se llamó originalmente New Left Books. El nombre "Verso" se refiere al término técnico para referirse a la página del lado izquierdo en un libro (véase recto y verso), y es un juego de palabras sobre su perspectiva política.[cita requerida]

## Historia
En 1970, Verso Books comenzó como una editorial de libros de bolsillo. Se volvió conocida como una editorial de obras de no ficción sobre política internacional, centrándose en autores como Tariq Ali. Sin embargo, Verso Books también ha publicado ficción a lo largo de los años.
Los libros de Verso Books son distribuidos en los Estados Unidos por Random House.
El 8 de abril de 2014, Verso comenzó a incluir libros electrónicos sin DRM con las compras de libros impresos realizadas a través de su sitio web. El director de Verso, Jacob Stevens, declaró que esperaba que esta nueva oferta contribuyera £200.000 a los ingresos de la editorial en su primer año, ayudando a "cambiar la forma en que las editoriales se relacionan con sus lectores y a apoyar a las editoriales independientes".
Para 2020, Verso Books había publicado más de 1800 títulos.